# بهنام ثابتکار
بهنام ثابتکار (زادهٔ ۸ اردیبهشت ۱۳۷۴) که در سوئد بیشتر با نام شان ثابتکار (سوئدی: Sean Sabetkar) شناخته می‌شود بازیکن فوتبال ایرانی‌تبار اهل سوئد است که در پست مدافع برای باشگاه فوتبال دیگرفوش در لیگ برتر فوتبال سوئد بازی می‌کند.